# ويلفورد فاوست
ويلفورد فاوست (بالإنجليزية: Wilford Fawcett)‏ هو لاعب رماية أمريكي، ولد في 29 أبريل 1885 في وودستوك في كندا، وتوفي في 7 فبراير 1940 في هوليوود في الولايات المتحدة.

## وصلات خارجية
- ويلفورد فاوست على موقع أوليمبيديا (الإنجليزية)